# Fachhochschule Wiener Neustadt

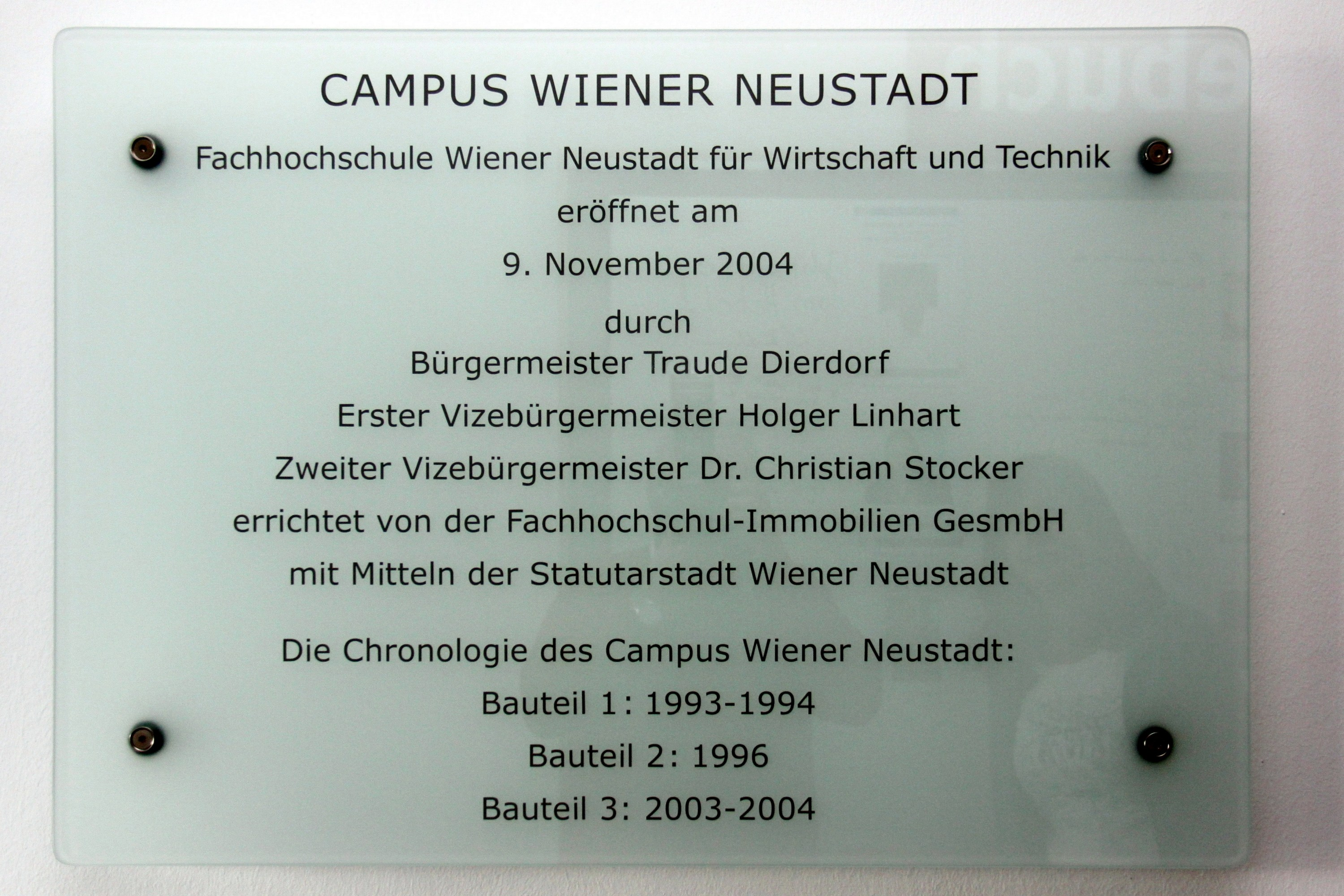
Gedenktafel zu Errichtung der Fachhochschule Wiener Neustadt

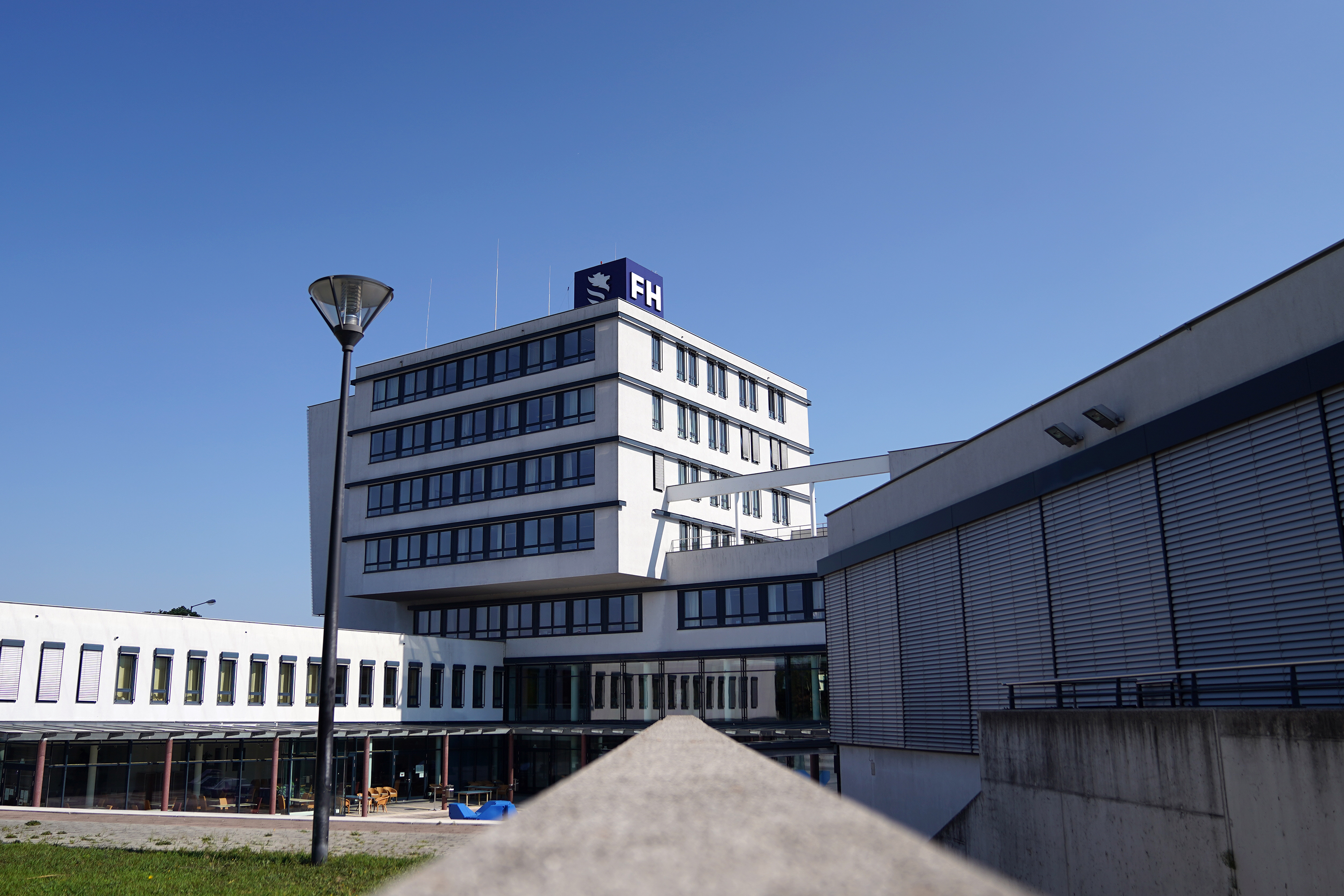
Campus 1 Wiener Neustadt

Die Fachhochschule Wiener Neustadt (kurz FHWN) ist seit 1994 eine österreichische Fachhochschule für die Fakultäten Wirtschaft, Technik, Gesundheit, Sport und Sicherheit. Die internationale Bezeichnung lautet University of Applied Sciences Wiener Neustadt. An den Standorten Wiener Neustadt, Wieselburg, Tulln, Salzburg und dem Rudolfinerhaus in Wien (Kooperation) werden derzeit 47 Bachelor- und Master-Studiengänge in deutscher oder englischer Sprache angeboten.
Wie im österreichischen FH-Sektor üblich, handelt es sich um einen privatrechtlich organisierten Träger in Form einer GmbH. Aktuell hat sie die folgende Eigentümerstruktur: 71 % Stadt Wiener Neustadt, 26 % Land NÖ, 2 % Stadtgemeinde Wieselburg, 1 % Stadtgemeinde Tulln.

## Geschichte

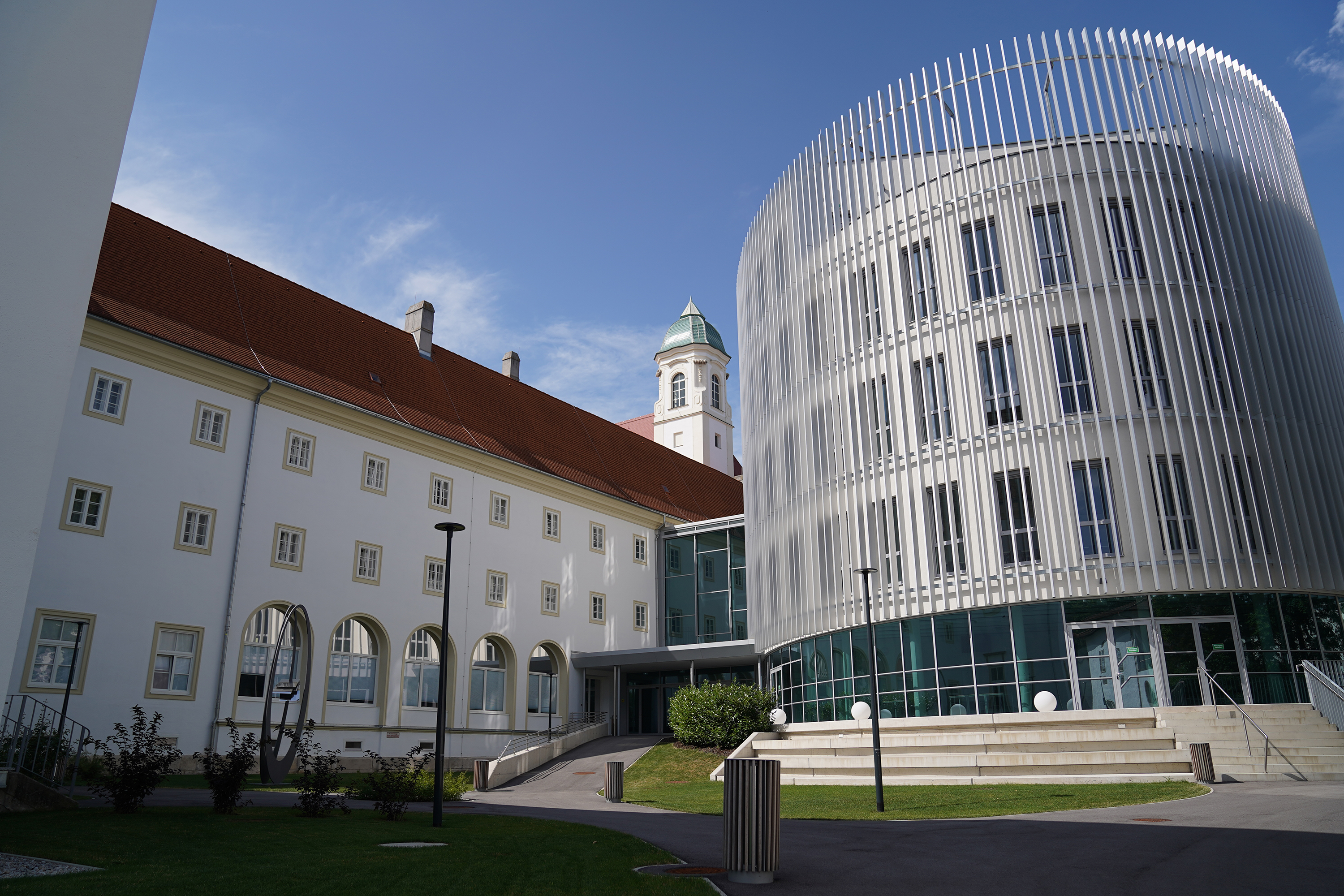
City Campus Wiener Neustadt

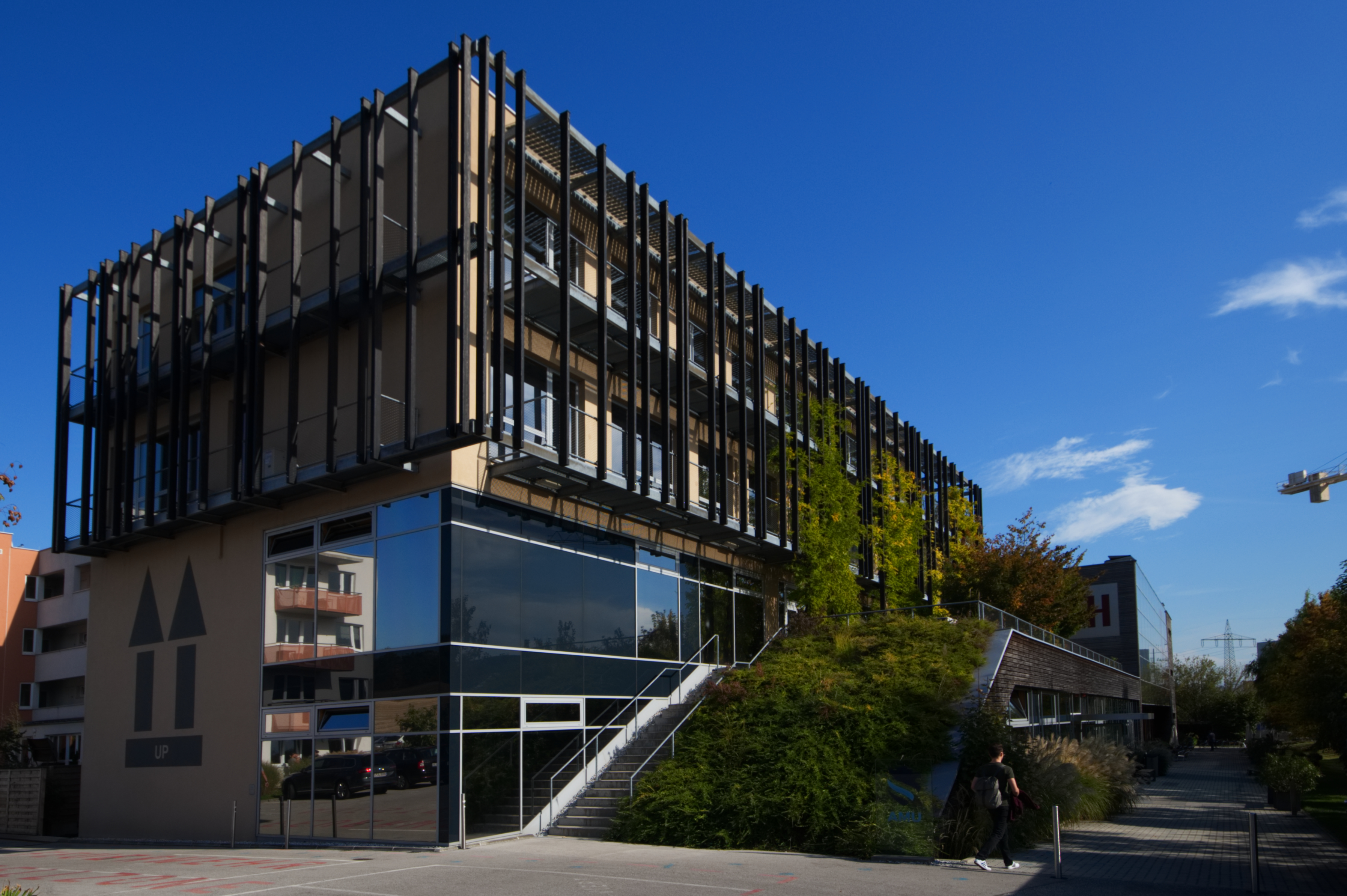
Campus Wieselburg

Die FH Wiener Neustadt wurde am 3. Oktober 1994 gegründet. Im ersten Studienjahr wurde in je einem wirtschaftlichen und einem technischen Studiengang insgesamt 169 Studierenden unterrichtet.
1996 hatte sich die Zahl der Studierenden an der FH Wiener Neustadt mehr als verdoppelt. Das ursprüngliche Gebäude (5.000 m²) wurde daher auf 8.700 m² erweitert.
Am 31. August 1999 wurde die FH Wiener Neustadt zur 1. FH Österreichs durch das Bundesministerium für Wissenschaft und Bildung ernannt. Im September 1999 nahmen die ersten Studierenden des dislozierten FH-Studiengangs am Standort Wieselburg ihren Studienbetrieb sowie die Beschäftigten ihren Forschungs- und Lehrbetrieb auf. Weiters nahm die FH-Forschungstochter FOTEC ihre Geschäftstätigkeit auf.
Im September 2002 startet der Studiengang Biotechnische Verfahren in Tulln.
2004 wurde das Studienprogramm am Standort Wiener Neustadt gemäß Bologna-Prozess auf das neue System von Bachelor- und Masterstudien umgestellt, bis dahin wurden ausschließlich Diplomstudien (Mag. (FH), Dipl.-Ing. (FH)) angeboten.
2005 übersiedelte die Akademie für Gesundheitsberufe in den Campus Wiener Neustadt und wurde im Jahr darauf in Form von vier Bachelorstudiengängen (Biomedizinische Analytik, Ergotherapie, Radiologietechnologie und Logopädie) zugelassen. Neu startete auch der Studiengang Polizeiliche Führung in Kooperation mit der Sicherheitsakademie des Bundesministeriums für Inneres in erster Linie für Leitende Beamte des Wachkörpers Bundespolizei.
Im Frühjahr 2015 übernahm die FH Wiener Neustadt 100 % der Ferdinand Porsche Fern-FH. Diese wurde auf Drängen des Ministeriums allerdings 2017 wieder verkauft, da ein Erhalter nicht zwei Fachhochschulen führen sollte.
Im Herbst 2019 wurde der City Campus am Standort Karmeliterkirche in Wiener Neustadt eröffnet. Seitdem sind alle Studiengänge der Fakultät Wirtschaft der Fachhochschule Wiener Neustadt dort beheimatet. Zur Infrastruktur gehört neben zahlreichen Hörsälen mit modernster Ausstattung auch das FHWN StartUp Center inklusive Coworking Space. Außerdem wurde hier auch die Bibliothek im Zentrum untergebracht.

## Standorte

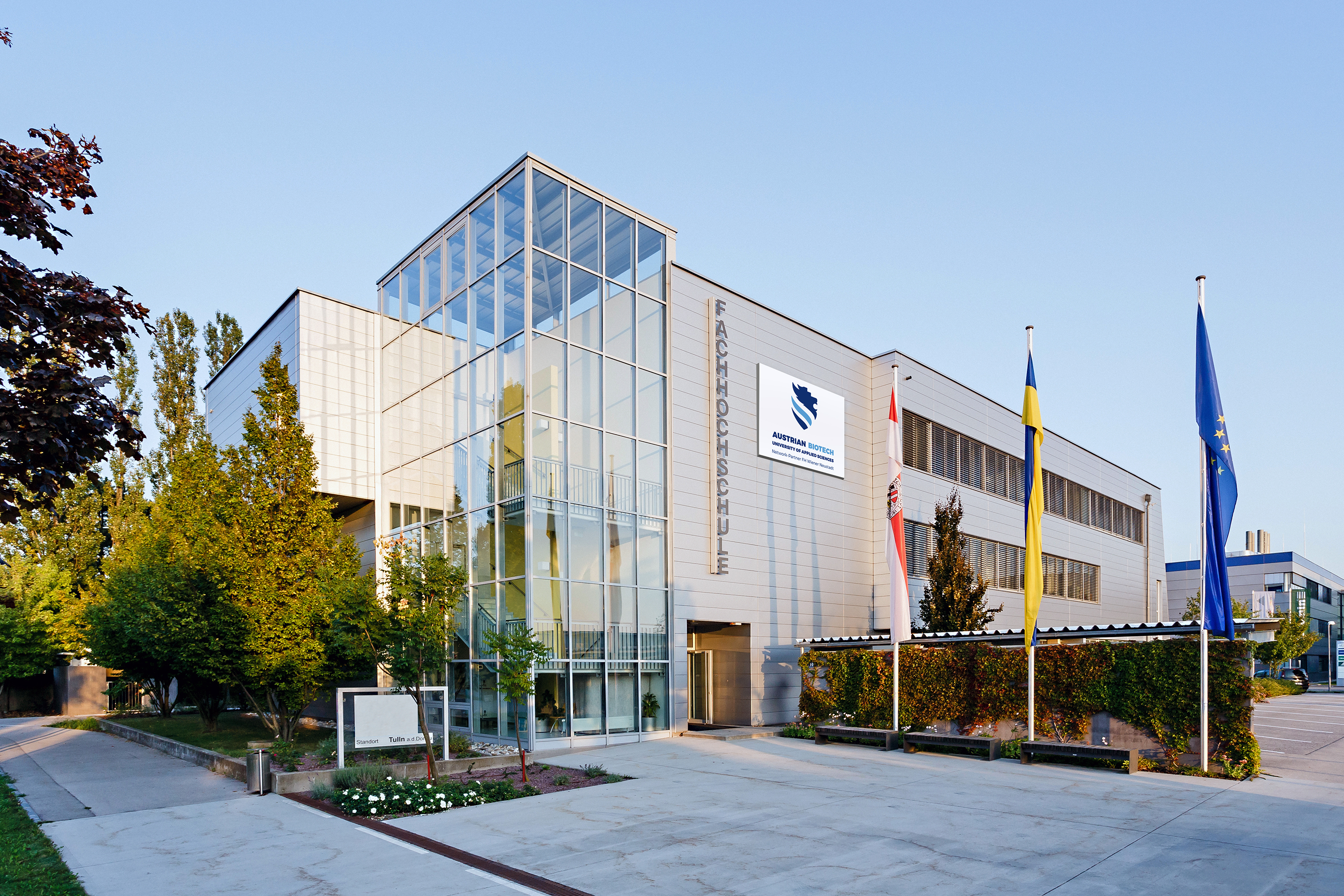
Biotech Campus Tulln

### Wiener Neustadt
Standort Civitas Nova | Campus 1
Der Standort Wiener Neustadt wurde im Jahr 1994 eröffnet und 1996 zum ersten Mal vergrößert. Mit dem im November 2004 eröffneten Neubau wurde die FH Wiener Neustadt zu einer der modernsten Hochschulen Österreichs. Geplant und realisiert wurde der neue Campus Wiener Neustadt vom Architekturbüro Anton Presoly. Dies geschah in einer Bauzeit von etwas über einem Jahr. Insgesamt wurden 14,6 Millionen Euro in den Ausbau investiert. Die gesamte Nutzfläche beträgt nun knapp 20.000 Quadratmeter – 9.000 Quadratmeter vor dem Umbau, 10.600 Quadratmeter kamen an Neubau dazu. Zur Verfügung stehen aktuell 8 Hörsäle, 34 Seminarräume, 9 EDV-Säle, ein Multimedia-Labor, ein CAX-Labor, Funktionsräume für Radiologietechnologie, Ergotherapie und Logopädie und 4 Labors der Biomedizinischen Analytik sowie Labors für die Technischen Studiengänge. Weiters steht den Studierenden eine Mensa zur Verfügung. Die Studierenden können eine Reihe an freiwilligen Lehrveranstaltungen, Gastvorträgen, die Bibliothek, welche sich über zwei Etagen erstreckt sowie 500 Parkplätze nutzen.
Standort Karmeliterkirche | City Campus
Im Jänner 2016 wurde bekannt, dass mit der Karmeliterkirche Wiener Neustadt zusätzlich zum bisherigen Standort in der Civitas Nova ein weiterer FH-Campus mit einer Gesamtfläche von 10.000 Quadratmetern errichtet wird. Mit dem Bau wurde 2017 begonnen und 2019 konnte der Studienbetrieb am neuen Standort starten. Die Fakultät Wirtschaft übersiedelte an den neuen Standort und im Keller der renovierten Karmeliterkirche wurde die FH-Bibliothek zusammen mit der Wiener Neustädter Stadtbibliothek untergebracht. Darüber hinaus stehen ein StartUp Center inklusive Coworking Space, ein Science Lab, das apparative Verfahren auf dem neuesten Stand der Technik in Lehre und Forschung für Studierende bietet, sowie ein Bloomberg Room und ein Experimental Lab zur Verfügung. Je 7,5 Millionen Euro trugen das Land Niederösterreich und die Stadt Wiener Neustadt zum Bau bei, 18,5 Millionen Euro wurden von der FH selbst aufgebracht. Den Auftrag für die Planung erhielt die ARGE Scheibenreif-Strixner.
- Bibliothek im Zentrum Wiener Neustadt

### Wieselburg
Campus Wieselburg | Marketing & Sustainable Innovation
Der im September 1999 gegründete Standort in Wieselburg ▼ versteht sich als Think-Box für Marketing, Innovation, Consumer Science und Nachhaltigkeit mit der Aufgabe Lernräume zu gestalten und Denklandschaften zu eröffnen.
Campus Francisco Josephinum
Seit Herbst 2018 wird der Bachelorstudiengang „Agrartechnologie & Digital Farming“ im Francisco Josephinum angeboten.

### Tulln
Biotech Campus
Seit 2002 wird das Bachelor- und Masterstudium „Biotechnische Verfahren“ in Tulln angeboten. Im Jahr 2018 folgte der Masterstudiengang „Bio Data Science“. Der Standort zählt zu den bedeutendsten Biotech-Standorten in Österreich, wo auch das Haus der Digitalisierung errichtet wird.

### Wien
Campus Rudolfinerhaus
Der Rudolfiner-Verein – Rotes Kreuz ist Trägerverein des Campus Rudolfinerhaus an welchem der Bachelorstudiengang Gesundheits- & Krankenpflege angeboten wird.

### Salzburg
Campus Bildungszentrum SIAK Salzburg
Die FH Wiener Neustadt bietet seit dem Sommersemester 2022 am Campus des Bildungszentrums der SIAK Salzburg den Bachelor-Studiengang Polizeiliche Führung an.

## Studiengänge
Ein Bachelorstudium dauert 6 Semester und das Masterstudium 4 Semester. Studiengänge an der FH Wiener Neustadt (Wirtschaft, Technik, Gesundheit, Sicherheit und Sport) werden in Vollzeit, berufsbegleitend und berufsermöglichend angeboten.

## Lehrgänge zur Weiterbildung
Zusätzlich werden berufsbegleitend Lehrgänge zur Weiterbildung in den Fachbereichen Wirtschaft, Gesundheit und Sicherheit angeboten.

## Kritik
Der Studiengang Strategisches Sicherheitsmanagement kam 2017 in die Kritik, nachdem einige Lehrende dieses Ausbildungszweiges auch leitende Mitarbeiter des Innenministeriums sind und daher schon die Auswahl der Studierenden, die vor allem aus Kreisen der Polizei stammen, nicht nur nach fachlicher Qualifikation, sondern der Verdacht besteht, dass sie auf Grund politischer Abhängigkeiten erfolgt.
Im Jahr 2021 trat die damalige Arbeitsministerin Christine Aschbacher (ÖVP) zurück, nachdem ihr vorgeworfen wurde, dass sowohl ihre Diplomarbeit an der FH Wiener Neustadt aus dem Jahr 2006 als auch ihre Dissertation an der Slowakischen Technischen Universität Bratislava aus dem Jahr 2020 Plagiate enthalte. Außerdem würde die Diplomarbeit Aschbachers an der FH Wiener Neustadt mit ihrem mangelhaften Deutsch sowie den Plagiaten  alle wissenschaftlichen Standards unterbieten. Trotz augenfälliger grober Mängel wurde die damals von Karl Pinczolits betreute Arbeit mit der Note  »Sehr gut« beurteilt. Josef Christian Aigner stellte die wissenschaftliche Ausbildung an der Fachhochschule in Frage und bezweifelte, dass der Betreuer die Arbeit gelesen hat. Helga Krismer, niederösterreichische Landessprecherin der Grünen, bezeichnete den Fall als »Imageschaden für FH Wiener Neustadt«. FH-Geschäftsführer Armin Mahr erklärte, die FH werde ein »geordnetes Überprüfungsverfahren« einleiten.
Die Fachhochschule trat nach Bekanntwerden des Skandals der Österreichischen Agentur für wissenschaftliche Integrität (ÖAWI) bei; diese erklärte, sie beabsichtige nun, zwei externe Gutachter zu dem Fall bestellen. Der ÖAWI-Kommissionsvorsitzende Philipp Theisohn hatte zuvor jedoch bereits u. a. Annette Schavan gegen Plagiatsvorwürfe verteidigt. Nachdem im September 2021 bekannt wurde, dass die ÖAWI auch Aschbacher »keine Täuschungsabsicht« bescheinigte und die Fachhochschule daraufhin Aschbacher den Titel nicht aberkannte, sagte Stefan Weber: »Was hier an der FH Wiener Neustadt und an der ÖAWI passiert ist, ist klassische Hochschulkorruption.« Ein Kritikpunkt war weiters, dass die Gutachter der ÖAWI anonym und das Gutachten geheim sind.